# Michaela
Michaela (nebo také Michala) je ženské křestní jméno. Podle českého kalendáře má svátek 19. října.
Původ jména je hebrejský, מִיכָאֵל‎ (Mika'el) znamená „Kdo je jako Bůh?“.

## Statistické údaje

### Pro jméno Michaela
Následující tabulka uvádí četnost jména v ČR a pořadí mezi ženskými jmény ve srovnání dvou roků, pro které jsou dostupné údaje MV ČR – lze z ní tedy vysledovat trend v užívání tohoto jména
| Rok       | Četnost     | Pořadí |
| 1999      | 62 757      | 24.    |
| 2002      | 64 975      | 23.    |
| 2009      | 74 652      | 19.    |
| Porovnání | o 9677 více | o 4 l  |

Velmi častý, velmi oblíbené.
Změna procentního zastoupení tohoto jména mezi žijícími ženami v ČR (tj. procentní změna se započítáním celkového úbytku žen v ČR za sledované tři roky) je +4,4%, což svědčí o poměrně strmém nárůstu obliby tohoto jména.
V lednu 2006 se podle údajů ČSÚ jednalo o 12. nejčastější ženské jméno mezi novorozenci.

### Pro jméno Michala
| Rok       | Četnost    | Pořadí      |
| 1999      | 3080       | 140.        |
| 2002      | 3203       | 140.        |
| Porovnání | o 123 více | žádná změna |

Změna procentního zastoupení tohoto jména mezi žijícími ženami v ČR (tj. procentní změna se započítáním celkového úbytku žen v ČR za sledované tři roky) je +4,8%, což svědčí o poměrně strmém nárůstu obliby tohoto jména.

## Domácké podoby
Míša, Michaelka, Michalka, Miška, Mišička, Ela, Elka, Michi, Mišinka, Mišela

## Cizojazyčné ekvivalenty
- slovensky, německy, anglicky: Michaela
- polsky: Michalina
- rusky: Michajlina
- srbochorvatsky, bulharsky: Michaila
- maďarsky: Michaéla
- italsky: Micaela
- španělsky: Miguela
- francouzsky: Michéle
- nizozemsky: Michelina nebo Michaëla
- dánsky: Michala
- norsky: Michelle
- švédsky: Mikaela

## Známé nositelky jména
- Michaela Badinková – slovenská herečka
- Michaela Dorfmeisterová – rakouská lyžařka
- Michaela Horká – česká herečka a zpěvačka
- Michaela Klimková – česká lékařka a zpěvačka Míša
- Michaela Kociánová – slovenská topmodelka
- Michaela Krutská – česká krasobruslařka
- Michaela Kuklová – česká herečka
- Michaela Kožíšková (dívčím příjmením Maurerová) – česká herečka
- Michaela May – německá herečka
- Michaela McManus – americká herečka
- Michaela Musilová – česká střelkyně
- Misha, vlastním jménem Michaela Paľová – slovenská zpěvačka
- Michaela Pašteková, uměleckým jménem Michaela – slovenská novinářka
- Michaela Salačová – česká DJ, modelka, Miss
- Michaela Škultéty – česká překladatelka
- Michaela Šojdrová – česká politička